# Pont de Neuilly (stanice metra v Paříži)

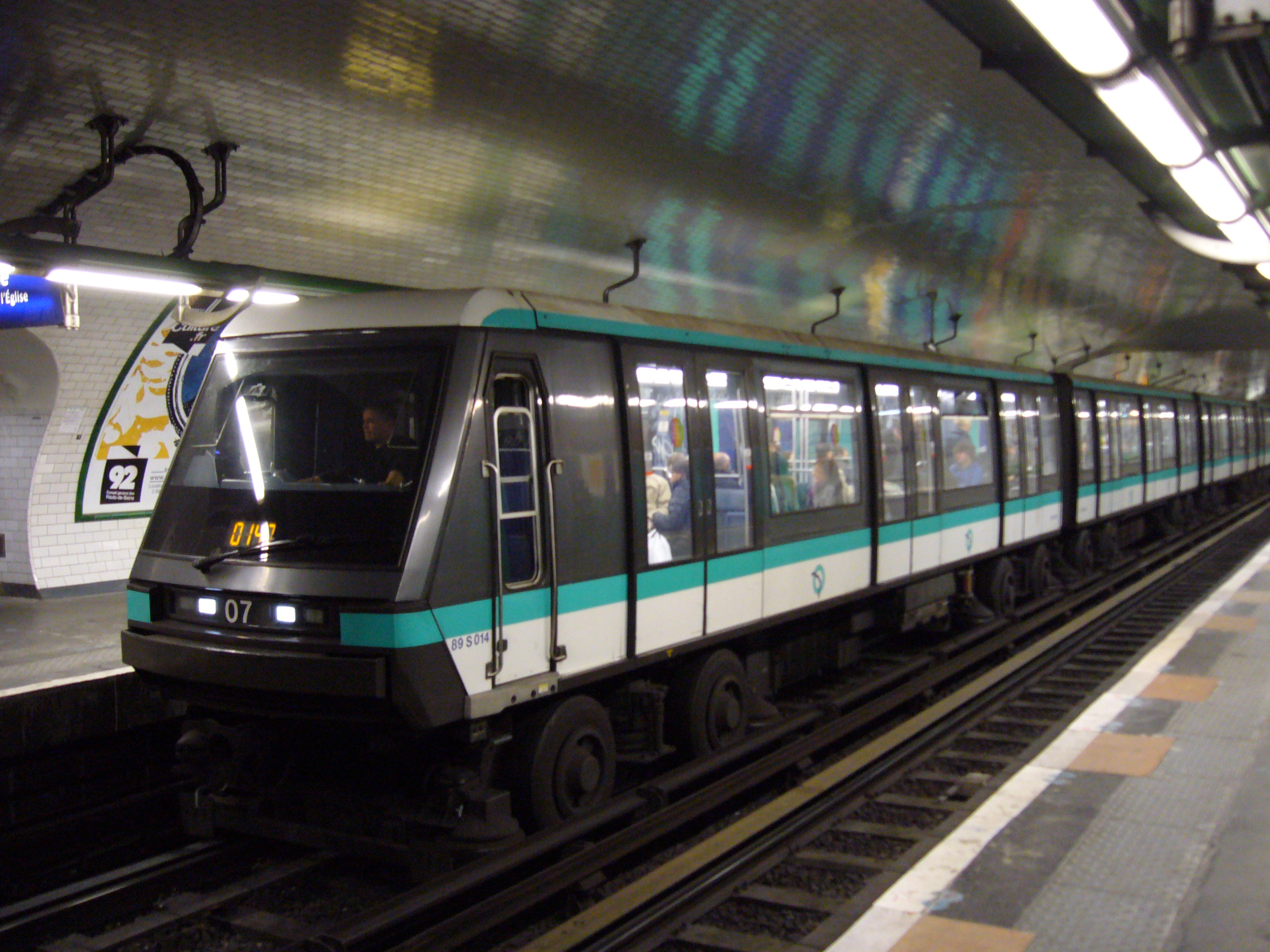
Vlak na nástupišti (před modernizací)

Pont de Neuilly je nepřestupní stanice pařížského metra na lince 1 na pařížském předměstí Neuilly-sur-Seine. Stanice se nachází pod Avenue Charles de Gaulle, na povrchu je promenáda, ze které je výhled na čtvrť La Défense.

## Historie
Stanice byla otevřena 29. dubna 1937, když sem byla prodloužena linka ze stanice Porte Maillot. Do roku 1992 byla Pont de Neuilly konečnou stanicí linky 1.
V červnu a červenci 2009 byla rozšířena a upravena nástupiště a instalovány dveře, takže se stala druhou stanicí vybavenou těmito dveřmi po stanici Bérault.

## Název
Stanice má název po nedalekém mostu přes Seinu, který spojuje Neuilly-sur-Seine na levém břehu a města Puteaux s Courbevoie na pravém. Mezi lety 1940–1950 se stanice jmenovala Pont de Neuilly, Avenue de Madrid.

## Vstupy
Stanice má tři východy na Avenue Charles de Gaulle před domy č. 185, 205 a 209.